# الهجرة إلى أوروبا

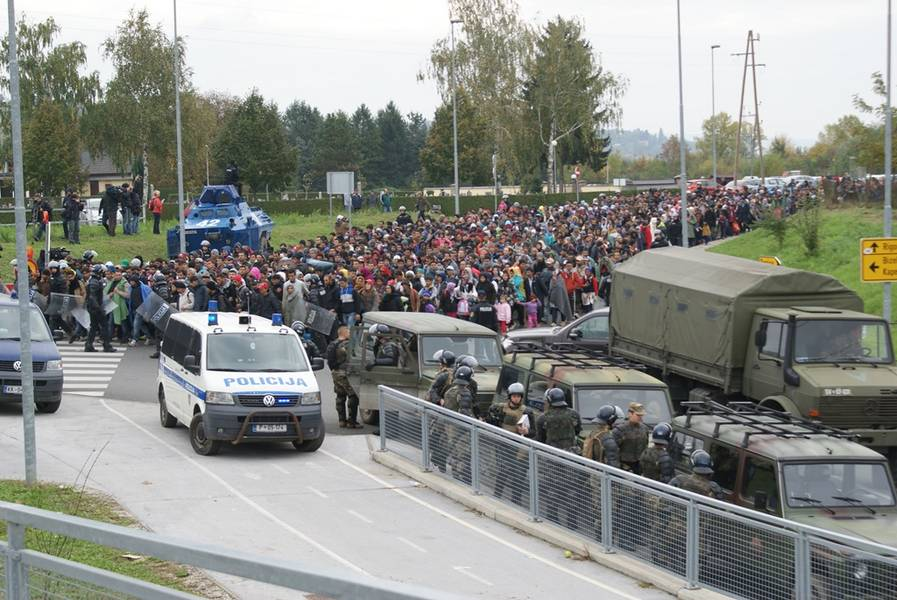

بحسب تقرير المنظمة الدولية للهجرة تُعد أوروبا موطنًا لأكبر عدد من المهاجرين من جميع مناطق العالم مع حوالي 70.6 مليون نسمة من المهاجرين. قامت حركات هجرة كثيرة في أرجاء مختلفة من العالم خلال قرون طويلة. وقد إزدادت حركات الهجرة في أعقاب الحرب العالمية الثانية بغية إيجاد أماكن للعمل. كانت دول غرب أوروبا أحد الأهداف المفضلة عند المهاجرين خاصًة فرنسا (من المغرب العربي) وألمانيا (من تركيا). حيث جرت في تلك الفترة في هاتين الدولتين أعمال الترميم وإعادة بناء اقتصاد الحرب الذي تضرر عقب الحرب. وبالتالي شجعت دول غرب أوروبا قدوم العمّال الأجانب إليها. داخل القارة الأوروبية فإن إتجاه هجرة العمل هو من أوروبا الشرقية إلى دول غرب أوروبا. والتي بدأت منذ الثمانينات.
ومنذ السبعينات تحولّت إيطاليا وإسبانيا من دول يهاجرون منها إلى دول يهاجرون إليها. ويعود ذلك إلى التطور الاقتصادي للدولتين. يسهم مئات الآف العمال الأجانب في اقتصاديات دول أوروبا المتطورة والتي بحاجة إلى الأيدي العاملة. بسبب مكانة عدد من المهاجرين القادمين من أفريقيا والشرق الأوسط الاجتماعية المتدنية، فضلًا عن الهوية المتميزة عن هوية السكان الأصليين خلق عزلة اجتماعية وفقرًا حيث تزداد الاحتكاكات بين المهاجرين والسكان الأصليين خصوصًا خلال وأعقاب الأزمات الأقتصادية. من بين الجاليات المهاجرة يعيش في أوروبا حوالي تسعة ملايين مهاجر تركي، فضلًا عن خمسة ملايين مهاجر عربي، وخمسة مليون مهاجر أفريقي، ومليونين أرمني ومليونين أمازيغي ومليون باكستاني.

## تاريخ
اتخذت الهجرة التاريخية داخل أوروبا أو إليها صورة الاحتلال العسكري في أغلب الأحوال، مع وجود بضعة استثناءات مثل حركة الشعوب داخل الإمبراطورية الرومانية خلال فترة باكس رومانا (السلام الروماني)، إلى جانب هجرة الشتات اليهودي إلى أوروبا نتيجة الحرب اليهودية الرومانية الأولى التي وقعت في الفترة 66-73 قبل الميلاد.
عقب سقوط الإمبراطورية الرومانية، اتخذت الهجرة شكل الغزو من جديد، ومن أهم الأمثلة على ذلك ما يُدعى عصر الهجرة الجرمانية، والهجرة السلافية، وغزو المجر لحوض الكاربات، والغزو الإسلامي والتوسع التركي في أوروبا الشرقية (بما يشمل هجرة قبائل القفجاق، والتتار، وشعب الكومان). وفي حقبة لاحقة من التاريخ، أسس العثمانيون هيكلًا إمبراطوريًا متعدد الإثنيات على امتداد آسيا الغربية وجنوب شرق أوروبا، ولكن عملية التتريك التي حلت بجنوب شرق أوروبا كانت أقرب إلى اندماج ثقافي منه إلى هجرة جماعية. وفي أواخر العصور الوسطى، انتقل شعب الغجر إلى أوروبا عبر أناطوليا والمغرب العربي.
تنقلت شعوب أوروبا بدرجة ملحوظة داخل أوروبا في الحقبة الحديثة المبكرة، وذلك تحت ظروف الإصلاح البروتستانتي، والحروب الدينية الأوروبية، ولاحقًا بسبب الحرب العالمية الثانية.
بداية من أواخر العصر الخامس عشر وحتى أواخر ستينيات وأوائل سبعينيات القرن العشرين، كانت اليونان، وإيطاليا، والنرويج، والسويد، والدنمارك، وبلجيكا، والبرتغال، وإسبانيا، والمملكة المتحدة مصادر الهجرة الرئيسية في العالم، إذ هاجر عدد كبير من الناس من تلك البلاد إلى الأمريكتين، وأستراليا، وسيبريا، وجنوب أفريقيا. هاجر عدد من هؤلاء أيضًا إلى بلدان أخرى في أوروبا؛ لا سيما فرنسا، وسويسرا، وألمانيا، وبلجيكا. ومع ارتفاع مستوى المعيشة في تلك البلدان، انعكست الآية، وصارت تلك الدول جاذبة للمهاجرين بعد أن كانت طاردة لهم. يأتي معظم المهاجرين إلى إيطاليا واليونان من المغرب وصوماليا ومصر. بينما يشكل المغاربة والجزائريين وسكان أمريكا اللاتينية معظم المهاجرين إلى إسبانيا والبرتغال. أما المهاجرين إلى المملكة المتحدة فمعظمهم قادمون من أيرلندا، والهند، وباكستان، وألمانيا، والولايات المتحدة، وبنغلاديش، وجامايكا.

## الهجرة داخل أوروبا عقب اتفاقية شنغن
سمحت اتفاقية شنغن التي أُبرمت عام 1985 بحرية التحرك داخل أوروبا. بناءً على تلك الاتفاقية يمتلك جميع مواطني دول الاتحاد الأوروبي وأسرهم حق العيش والعمل في أي مكان داخل الاتحاد الأوروبي بموجب حقوق مواطنة الاتحاد الأوروبي، أما مواطني الدول الواقعة خارج الاتحاد الأوروبي أو المنطقة الاقتصادية الأوروبية فلا يمتلكون تلك الحقوق إلا إذا كانوا أفراد أسرة مواطن في الاتحاد الأوروبي أو لديهم تصريح بالسكن طويل الأمد في الاتحاد الأوروبي. بالإضافة إلى ذلك يُسمح لحاملي تصريح السكن في أحد دول منطقة الشنغن بالسفر إلى أي مكان في منطقة الشنغن بأكملها لأغراض السياحة فقط ولمدة تصل إلى ثلاثة أشهر.
شكل سكان الكتلة الشرقية الأوروبية النسبة الكبرى من المهاجرين إلى دول أوروبا الغربية في تسعينيات القرن العشرين، خاصةً إسبانيا واليونان وألمانيا وإيطاليا والبرتغال والمملكة المتحدة. تظهر عدة أنماط متكررة للهجرة داخل أوروبا، وتلعب الجغرافيا واللغة والثقافة دورًا في ذلك. على سبيل المثال هاجر عدد كبير من البولنديين إلى المملكة المتحدة وأيرلندا وأيسلاندا، بينما يفضل الرومانيين والبلغاريين الهجرة إلى إسبانيا وإيطاليا. في الواقع، قيدت معظم دول الاتحاد الأوروبي حركة مواطني الاتحاد عقب أول توسعة للاتحاد الأوروبي، ولكن المملكة المتحدة لم تقيد حركة الهجرة عقب توسعة عام 2004 واستقبلت المهاجرين من بولندا ولاتفيا وعدة دول أخرى من الاتحاد الأوروبي. ولم تقيد إسبانيا حركة الهجرة إليها عقب توسعة الاتحاد الأوروبي في عام 2007 واستقبلت عددًا كبيرًا من الرومانيين والبلغاريين بالإضافة إلى مواطني عدة دول أخرى في الاتحاد الأوروبي.
عاد معظم المهاجرين من بولندا مجددًا إلى وطنهم الأصلي عقب الكارثة الاقتصادية الخطيرة التي حلت بالمملكة المتحدة. ورغم ذلك ما تزال حرية الحركة لمواطني الاتحاد الأوروبي جانبًا مهمًا من الهجرة داخل أوروبا، خاصة بعد انضمام 28 دولة إلى الاتحاد. وقد أدى ذلك إلى نشوب توتر سياسي خطير بين إيطاليا ورومانيا عندما أعربت إيطاليا عن نييتها تقييد حرية التحرك لمواطني الاتحاد الأوروبي مخالفةً بذلك ما تقتضيه اتفاقية شنغن وحكم محكمة العدل الأوروبية.
ظهرت نزعة جديدة للهجرة الداخلية في أوروبا، وهي تحرك الأوروبيين الشماليين نحو أوروبا الجنوبية. يشكل مواطنو الاتحاد الأوروبي نسبة كبيرة من المهاجرين في إسبانيا على سبيل المثال، ومعظمهم قادمون من المملكة المتحدة وألمانيا، إلى جانب إيطاليا، وفرنسا، والبرتغال، وهولندا، وبلجيكا إلخ. تقدر السلطات البريطانية عدد مواطني المملكة المتحدة القاطنين في إسبانيا برقم أكبر بكثير من الأرقام الرسمية الإسبانية، أي بنحو مليون مواطن بريطاني تقريبًا منهم 800 ألف مقيم دائم. طبقًا لجريدة فاينانشال تايمز، إسبانيا هي أكثر مكان جاذب لسكان دول أوروبا الغربية الذين يرغبون في الرحيل عن بلادهم الأصلية بحثًا عن عمل في مكان آخر داخل الاتحاد الأوروبي.

## المعارضة
طبقًا لاستطلاع الرأي الذي أجرته مؤسسة يوجوف عام 2018، أعربت الأغلبية من سكان الدول السبعة الذين شملهم الاستطلاع عن معارضتهم لاستقبال المزيد من المهاجرين. تشمل تلك الدول: ألمانيا (معارضة بنسبة 72%)، والدنمارك (65%)، وفنلندا (64%)، والسويد (60%)، والمملكة المتحدة (58%)، والنرويج (52%).
وجد استطلاع رأي آخر أجراه معهد تشاتهام هاوس في فبراير 2017 يشمل 10,000 فرد من 10 دول أوروبية أن 55% من السكان في المتوسط يعارضون قدوم المزيد من المهاجرين المسلمين، وتظهر تلك المعارضة بشكل واضح في عدة دول مثل النمسا (معارضة بنسبة 65%)، وبولندا (71%)، والمجر (64%)، وفرنسا (61%)، وبلجيكا (64%). من الجدير بالذكر أن جميع تلك الدول (باستثناء بولندا) واجهت في الآونة الأخيرة عددًا من الهجمات الإرهابية الجهادية، أو كانت مقصدًا للاجئين في ظل كارثة اللاجئين الأخيرة. يشكل من يصفون أنفسهم بأنصار اليمين السياسي ثلاثة أرباع المعارضين لهجرة المسلمين لبلادهم. ويدعم ثلث الأفراد الذين يصفون أنفسهم بأنصار اليسار السياسي وقف تام لحركة الهجرة.

### الدنمارك
أكثر حزب برلماني مؤيد للسياسات المعارضة للهجرة في الدنمارك هو حزب الشعب الدنماركي.
طبقًا لاستطلاع الرأي الذي أجرته مؤسسة غالوب عام 2017، يرغب اثنان من بين ثلاثة أشخاص (64%) تحجيم الهجرة من الدول ذات الأغلبية المسلمة، مُسجلًا بذلك زيادة عن عام 2015 حينما كانت نسبة المعارضة 54%.
طبقًا لاستطلاع رأي آخر أجرته غالوب عام 2018، 65% من الدنماركيين يعارضون استقبال المزيد من المهاجرين إلى بلدهم.

### فنلندا
طبقًا لاستطلاع رأي أجرته غالوب عام 2018، 64% من الفنلنديين يعارضون استقبال المزيد من المهاجرين إلى بلدهم.

### فرنسا
يسعى حزب الجبهة الوطنية في فرنسا إلى تحجيم الهجرة. تتشارك الوسائل الإعلامية والأحزاب السياسية وجزء كبير من الجمهور في الرأي القائل بأن المشاعر المعادية للهجرة في فرنسا قد تزايدت منذ اضطرابات فرنسا عام 2005.
طبقًا لاستطلاع رأي أجرته غالوب عام 2018، 58% من الفرنسيين يعارضون استقبال المزيد من المهاجرين إلى بلدهم.

### ألمانيا
يعارض الحزب الوطني الديمقراطي وحزب «البديل من أجل ألمانيا» استقبال المزيد من المهاجرين في ألمانيا.
وجد استطلاع الرأي الذي أجراه مركز بيو للأبحاث في عام 2018 أن 58% من الألمانيين يرغبون في تقليل عدد المهاجرين في ألمانيا، و30% يريدون الحفاظ على مستوى الهجرة كما هو، بينما يؤيد 10% استقبال المزيد من المهاجرين.
طبقًا لاستطلاع رأي أجرته غالوب عام 2018، 72% من الألمانيين يعارضون استقبال المزيد من المهاجرين إلى بلدهم.

### اليونان
في فبراير عام 2020، حاول ما يزيد عن 10,000 فرد أن يعبروا الحدود بين تركيا واليونان بعدما فتح الرئيس التركي رجب طيب أردوغان حدود بلده إلى أوروبا، ولكن الجيش اليوناني والشرطة اليونانية اعترضت طريقهم وحالت دون عبورهم. قاوم مئات الجنود اليونانيين هؤلاء المتسللين وأطلقوا عليهم الغاز المسيل للدموع. يشمل هؤلاء الأفراد المعتدين أشخاصًا قادمين من أفريقيا وإيران وأفغانستان. واستجابت اليونان لهذا الوضع بوقف طلبات اللجوء إليها لمدة شهر.
في مارس عام 2020 أشعل المهاجرون النيران وقذفوا زجاجات المولوتوف على الجانب اليوناني من الحدود لمحاولة هدم سور الحدود. استجابت القوات اليونانية والأوروبية لذلك بالغاز المسيل للدموع وحاولوا إبقاء السور على حاله. وبحلول 11 مارس اُعتقل 348 فردًا ومُنع 44,353 شخصًا من الدخول بشكل غير قانوني.